# Gemma Solé Adell
Gemma Solé Adell (Barcelona, 1 d'abril de 1999) és una jugadora d'hoquei sobre patins catalana.
Davantera, s'inicià als tres anys al Col·legi Claret de Barcelona i posteriorment, jugà al Martinenc (2010-11) i SFERIC Terrassa (2011-12). Debutà a l'OK Lliga femenina la temporada 2012-13 amb el Cerdanyola CH. Després de dues temporades fitxà pel CP Manlleu, amb el qual guanyà una Copa de la Reina (2015) i disputà tres fases finals consecutives de la Copa d'Europa. La temporada 2017-18 tornà a competir amb el Cerdanyola CH, amb el qual ha aconseguit dos subcampionats de la Copa de la Reina (2019, 2025), un subcampionat d'OK Lliga (2019-20) i de Supercopa d'Espanya (2021-22). La temporada 2024-25 guanyà la primera Lliga catalana de l'entitat.
Ha competit amb la selecció catalana sub-18, proclamant-se campiona estatal de seleccions autonòmiques (2016). Amb l'absoluta, ha competit internacionalment a dues Goldencat (2023 i 2024) i guanyà la medalla d'or a la Goldencat de 2024. També ha exercit com a entrenadora del primer equip femení de la història del Col·legi Claret.
Individualment, fou la màxima golejadora de l'OK Lliga la temporada 2017-18 amb 38 gols i guanyà la primera Bota d'Or. També ha sigut escollida Millor esportista femenina de l'any de Cerdanyola del Vallès (2019).